# Каневский, Борис Ильич
Борис Ильич Каневский (род. 3 декабря 1944, Москва) — советский и израильский математик, педагог, активист еврейского движения в Советском Союзе, узник Сиона.

## Биография
Борис Ильич Каневский родился в Москве в 1944 году, учился на механико-математическом факультете Московского государственного университета.
В конце 1970-х Борис Каневский разоблачал дискриминацию евреев при поступлении в московские высшие учебные заведения (особенно на мехмате Московского государственного университета). Ведя факультативные занятия в московской математической школе № 2, он вместе с Валерием Сендеровым и Беллой Субботовской-Мучник во время экзаменов дежурил у входа в университет и путём опроса вёл статистику — национальность абитуриента, полученные на экзамене задачи, степень трудности этих задач, оценка на экзамене, разбивка экзаменационных групп по национальному признаку.
Статистика показала, что абитуриенты с еврейскими фамилией или отчеством, как правило, не поступали. На экзаменах их сажали в отдельные аудитории и давали задачи повышенной сложности из сборников математических олимпиад или уравнения, которые можно решить только за очень большое время — так называемые «гробы».
Валерий Сендеров и Борис Каневский в 1980 году написали и издали в самиздате очерк «Интеллектуальный геноцид». В нём были собраны «задачи-гробы», предлагавшиеся еврейским абитуриентам мехмата МГУ и некоторых других вузов, а также описаны конкретные истории несправедливого выставления низких оценок абитуриентам-евреям на приемном экзамене.
В 1979 году из 47 абитуриентов-неевреев, включая 14 победителей олимпиад, было принято 40. Из 40 еврейских абитуриентов, включая 26 победителей олимпиад, лишь шесть были приняты. В следующем году ни один из 400 евреев — выпускников ведущих московских матшкол даже не пытался поступать на мехмат. В самиздатовской статье 1980 года Каневский и Сендеров назвали такую дискриминационную практику «интеллектуальным геноцидом». Материалы с результатами приема и предлагаемыми задачами рассматривались в работе семинара ученых-отказников, возглавляемый проф. Н. Н. Мейманом. Через этот семинар, который посещал и А. Д. Сахаров, сборник «гробов» был передан на Запад, где был издан под названием «Еврейские задачи». Сендеров и Каневский помогали писать апелляции поступавшим, составили список задач и памятку для поступающих (первый вариант памятки был составлен профессором В. Полтеровичем).
Благодаря этим усилиям, вскоре в Москве появились неофициальные математические курсы для еврейских детей. Математический семинар, известный как Еврейский народный университет, функционировал на основе учебного плана мехмата с 1978 по 1982 годы. Борис Каневский принимал в работе семинара активное участие.
В июне 1982 года КГБ решил положить конец диссидентской деятельности Каневского, который, помимо организации Народного университета, занимался распространением самиздатовских текстов. В ночь с 21 на 22 июня 1982 года Борис Каневский был арестован, из его квартиры изъяли номера журнала «Посев», памятки «Народного университета» и пишущую машинку.
За свою статью «Интеллектуальный геноцид» Каневский был обвинён в «изготовлении и распространении…материалов, порочащих советский…строй» и 20 января 1983 года осужден по статье 190-1 к 5 годам ссылки. При этом срок, проведённый в следственном изоляторе и на этапе, всего более года, засчитали в соотношении 1:3 за время ссылки. Во время суда над В. Cендеровым, где Б. Каневский выступал свидетелем, последний отказался давать против В. Сендерова показания и подтвердить показания, данные на предварительном следствии.
7 февраля 1987 года Борис Каневский получил разрешение на выезд и 16 июня 1987 года репатриировался в Израиль. В Израиле он был лектором Тель-Авивского университета и Университета им. Бен-Гуриона, преподавал математику в Еврейском университете в Иерусалиме и в иерусалимской школе «Шуву». На сентябрь 2020 года продолжал заниматься педагогической деятельностью. Проживает вместе с семьей в городе Маале-Адумим, отец двух сыновей.